# Caecilia subnigricans
Caecilia subnigricans Dunn, 1942 è un anfibio della famiglia Caeciliidae.

## Distribuzione e habitat
La specie vive in Colombia e in Venezuela, dove occupa vari habitat umidi, tropicali o subtropicali.